# Markéta Kinterová

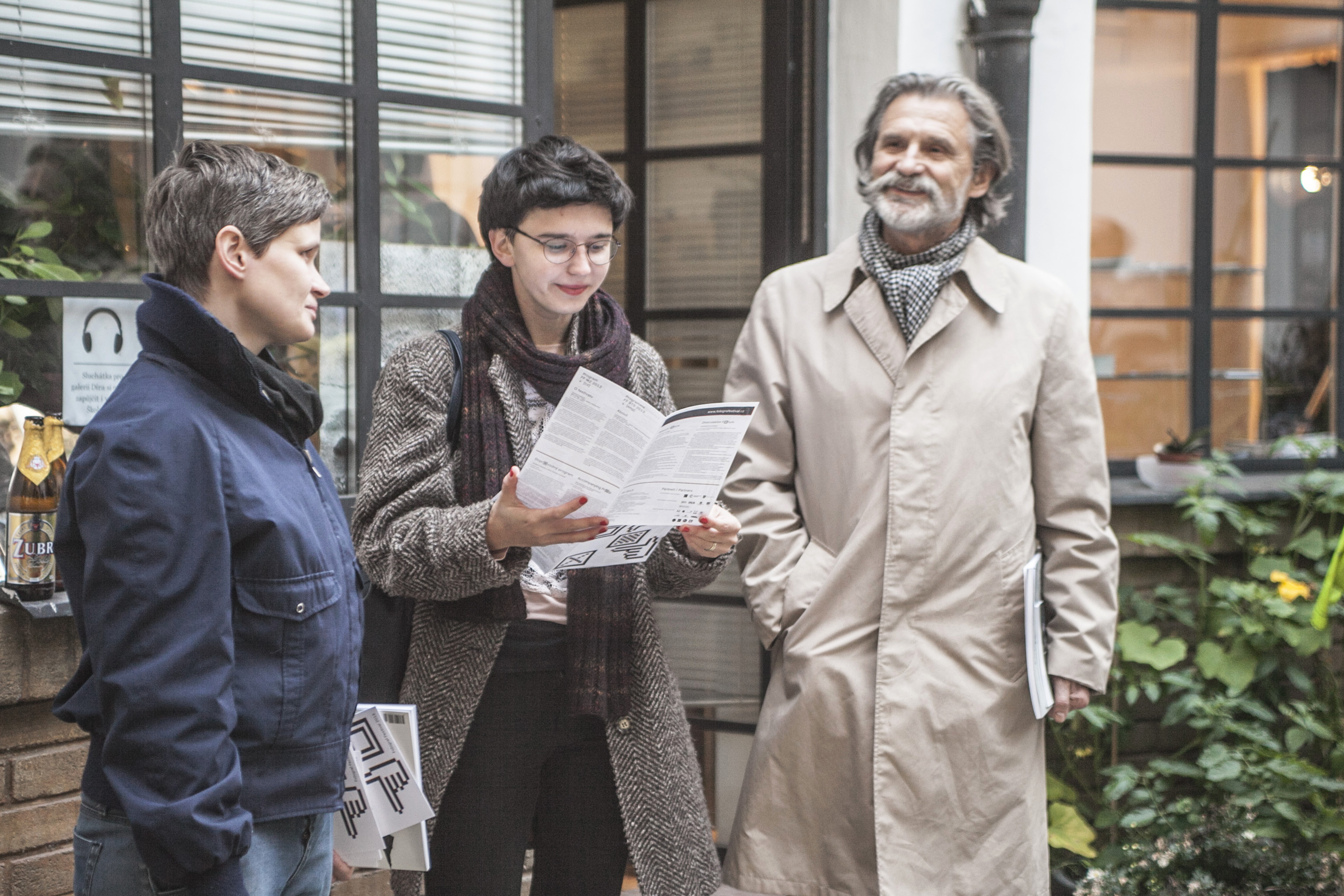
Markéta Kinterová, Hana Buddeus a Pavel Baňka při zahájení Fotograf Festivalu 2013 Mezi znaky

Markéta Kinterová (* 5. května 1981 Praha) je česká vizuální umělkyně, fotografka a tvůrkyně autorských knih. Je ředitelkou platformy Fotograf a šéfredaktorkou časopisu Fotograf.

## Životopis
Markéta Kinterová pochází z rodiny Libuše Kinterové (roz. Pekárkové) a grafika Vladimíra Kintery. Jejím bratrem je sochař Krištof Kintera. V letech 1999–2006 studovala v ateliéru Fotografie vedeném Pavlem Baňkou na Fakultě umění a designu Univerzity Jana Evangelisty Purkyně v Ústí nad Labem. V roce 2002 ji ještě coby studentku Baňka přizval k založení časopisu Fotograf. První samostatnou výstavu měla o tři roky později. V tomtéž roce získala cenu EXIT, která je udělována v Ústí nad Labem nejlepším diplomantům a diplomantkám českých uměleckých škol. V roce 2016 se stala vedoucí Ateliéru dokumentární fotografie na Katedře fotografie FAMU v Praze. Od roku 2019 je šéfredaktorkou časopisu Fotograf. Zároveň je ředitelkou stejnojmenné platformy zahrnující i galerii, festival a další aktivity na poli současné umělecké fotografie. Podílela se na dramaturgii zejména druhého až šestého ročníku Fotograf Festivalu: Mimo formát (2012), Mezi znaky (2013), Vidět a věřit (2014), Dokumentární strategie (2015) a Cultura Natura (2016). Společně se třemi dětmi a manželem Janem Fabiánem, sochařem a architektem, žije nedaleko Prahy.

## Dílo
Kinterové zájem o fotografii poměrně často úzce souvisí s uplatněním v rámci tzv. artist´s books, autorských uměleckých publikací, a s možnostmi fotografie a dalších uměleckých forem ve veřejném prostoru. Od raných seriálních fotografických stripů z městského prostředí se již krátce po polovině nultých let přesunula na pole tištěných nízkonákladových sešitů, nekonvenčně koncipovaných a distribuovaných magazínů, letáků či knižních objektů. Práce s médiem autorské publikace jí nejenže vedla k promýšlení možných vztahů mezi obrazovou a textovou složkou, ale v některých případech ji také vzdálila prvotní východiska ve fotografii.
V dlouhodobé perspektivě vyhledává témata vyplývající s životem v urbánním prostředí a s užíváním veřejného prostoru. Právě vztah obrazu a veřejného prostoru ji dovedl k billboardům či reklamním vitrínám jako nosičům propagačních sdělení a rovněž významnému zdroji vizuálního smogu v námi sdílených prostorech měst a jejich periferií. K jejich úzce vyprofilovanému účelu se několikrát vyjádřila vlastními realizacemi billboardů, výlepy plakátů nebo zásahy do již existujících reklamních vitrín. V těchto případech buďto do ulice vnášela obsahy, které se v ní obvykle nemohou vyskytnout, anebo reklamy zbavovala jejich sdělení. S potlačením původního sdělení operovala i v případě jejích Billboard Books, v nichž tuto velkoformátovou tištěnou propagandu rozřezala a svázala jako knihy. Proměna původního obsahu v abstraktní výtvarnou estetiku šla ruku v ruce s transpozicí billboardu coby nástroje veřejné komunikace ve zdroj individuálních zážitků a zkušeností jako základnímu způsobu našeho nakládání s knihou. Knihu však Kinterová mohla paradoxně znovu umístit do veřejného prostoru, kde měla potenciál radikální proměny jeho zažívání.
Markétu Kinterovou lze považovat za představitelku kritického umění, která obrací naši pozornost k omezeným možnostem jednání ve veřejném prostoru a upozorňuje na postavení obyvatel města v prostředí, jehož tvářnost z velké části určují ekonomické faktory. Na výstavě v pražské Galerii Entrance v roce 2018 přepažila prostor příčkami z nepotištěného billboardového papíru a v tomto labyrintu vymezila trasy možného pohybu a pohledu. Svá videa pak v této struktuře umisťovala způsobem, který návštěvníky vedl k zaujetí různých pozorovacích pozic: ve stoje, vsedě, vleže. Kurátorka výstavy Tereza Velíková její instalaci přirovnala k procházení městem. Kinterová podle ní: „vnímá městskou krajinu jako živý organismus. Člověk ve vztahu k němu řeší ergonomická kritéria, která mají optimalizovat jeho pohyb v něm či zdravotně nezávadné pracovní prostředí. Stejně tak Markéta. A stejně tak se onen organismus zpětně vztahuje k člověku jako k technologickému článku či součástce, jenž je nutná pro správně fungující ergonomii města.“  Výstava předcházela její dosud nejrozsáhlejší autorské knize Kam oči, tam hlava (2020), v níž na příkladech billboardů a dalších reklamních nosičů sledovala, „jaké vizuální strategie jsou ve veřejném prostoru uplatňovány se záměrem postupného upevňování represivního systému kontroly a za účelem přeměny návštěvníka v zákazníka.“

## Samostatné výstavy
- 2005–2006 Darkside. Galerie Raketa, Ústí nad Labem a Futura, Praha
- 2007 Samizdat. Entrance Gallery, Praha
- 2008 Objekt v metru. Galerie Václava Špály, Praha
- 2008 Okno, Galerie NoD, Experimentální prostor Roxy/NoD, Praha
- 2008 Situace. Galerie mladých, Brno
- 2009 Příště je facka. Funkeho Kolín, D.I.V.O. Institut, Kolín
- 2011 Hydroprojekt. Galerie Jelení, Praha
- 2014 Beru do ulic, aby s vámi mluvit, protože se zdá, že žádný jiný způsob, jak se dostat přes. Galerie Fenester, Praha
- 2015 vis vozů dej a se. Galerie 35M2, Praha
- 2015 Nevíme, co se stalo, ale víme proč. Jekor / Zenit, Praha
- 2016 Omluva za pomalost. Dům módy, Galerie Hraničář, Ústí nad Labem
- 2017 Série dekódovacích testů. Galerie Entrance, Praha
- 2018 Mimo zápis. Studio Hrdinů, Praha